# Catur Tunggal (Depok)
Catur Tunggal is een bestuurslaag in het regentschap Sleman van de provincie Jogjakarta, Indonesië. Catur Tunggal telt 82.210 inwoners (volkstelling 2010).